# Axíoque
Axíoque (Axioche, Ἀξιόχη) en la mitologia grega és una nimfa. De Pèlops va tenir un fill, el bell Crisip amant, segons les versions, de Zeus, Teseu, Laios o Edip. Tret de Pindar, quasi no és coneguda per cap font.